# あんどろトリオ
『あんどろトリオ』は、内山亜紀による日本の漫画作品。1982年に『週刊少年チャンピオン』（秋田書店）にて連載された。単行本は全4巻。

## 概要
表向きはSF・ファンタジー漫画の体裁を取っていたが、その実態はヒロインの10歳の少女・つかさをはじめとする少女・幼女が、毎回下着や裸体を晒したりオムツプレイを中心とした変態行為を受けるという、当時内山が成人漫画誌で描いていたロリコン漫画作品とほとんど変わらない内容である。ただし性器描写は無く、つかさや他の少女キャラの股間には「LOVE」の文字が描かれる処理が行われている。内山自身最終回で「オムツマンガ」と称している。
連載は1年近く続いた。単行本は秋田書店チャンピオンコミックス全4巻。4巻には内山が同時期に他誌に連載していた『あそこアソコあそこ』も収録。チャンピオンコミックス版は成人指定がされないまま、少なくとも2001年頃まで現行品として販売が続けられていた。
1994年にはスコラ社より新装版が出版された。スコラ社版は成年コミックスの表記追加されて、成人指定がされた。
なお内山は同時期に、『レモンピープル』にてセルフパロディ作品「あんころトリオ」を連載していた。こちらは明確に性描写が行われている。また久保書店より単行本も出版されている。
2021年11月、マンガ研究家・稀見理都の監修する「あんどろトリオ 完全復刻版」が太田出版から発売された。

## 登場人物
つかさ
あんどろ村に住む小学4年生の美少女。毎回様々な事件やセンパイの珍発明の犠牲となりイヤラしい目に遭う。彼女の放尿がストーリーの見どころ。ストーリー内のエロ画には「つかさちゃん＊＊の図」というキャプションがつく。
なお「つかさ」は当時内山がロリコン漫画で多用していた名前で、伊藤つかさに因むと思われる。
センパイ
年齢不詳のサングラスの男性。変態。オムツを穿いた少女の下半身を模した「オムツハウス」に住む。毎回何かと珍発明（変な機能を持つパンツやオムツなど）をしては、それを使ってつかさに変態行為を働く。
少年
センパイの後輩。他のキャラクターよりは比較的良識人だがスケベである事に変わりはない。つかさに片想いしている。
紅ガイコツ団（べにガイコツだん）
つかさのパンツを狙う不良少年グループ。番長のホラッチョ笠島と手下のノドチンコ井上、泥パンダ山根の3名。
イヤラッシー
紅ガイコツ団の秘密兵器である変態ロボット犬。つかさのパンツを奪うが、所有権を巡って紅ガイコツ団を離反、後にモモタローの手下となる。
モモタロー
センパイの開発した「桃太郎パンツ」から出現した少年。桃太郎と言うよりはサイズや装備は一寸法師に近い。やはり変態。
ハリケーンのお竜
あんどろ村に引っ越してきた女性戦士。つかさの憧れ。センパイ達の変態行為に制裁を加える。

## あそこアソコあそこ
秋田書店版単行本4巻に同時収録された作品。『あんどろ』以上に危険な描写が多い。

### 登場人物
山本小鉄（やまもと こてつ）
18歳の浪人生。早大を目指して予備校に通うため叔父の家に下宿している。女性（特に幼い少女）の性器やパンツを見ると妄想の世界に入ってしまい、様々な職業や物体に変身して変態行為に及ぶ特異体質の持ち主。
遊子（あそこ）
小鉄のイトコ。7歳。同居人の小鉄の妄想の対象になる事が多い。
明日子（あすこ）
小鉄のガールフレンド。18歳。同じ予備校に通っている。しばしば小鉄の妄想に巻き込まれる。